# Kekulé (cràter)

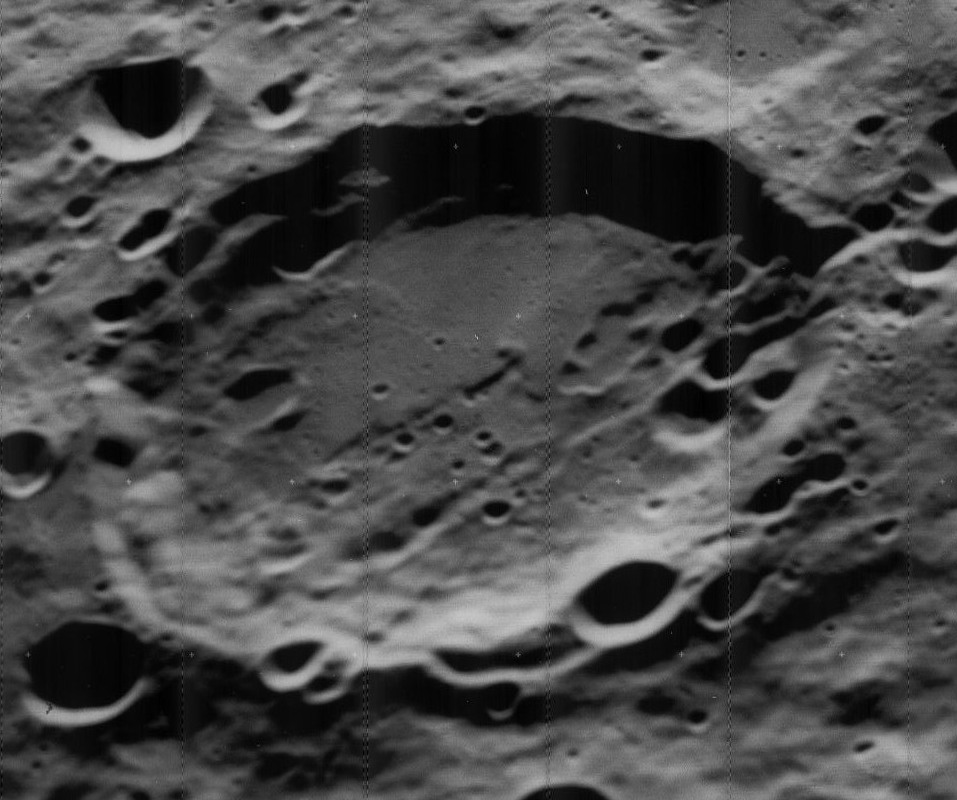
Imatge obliqua de la missió Lunar Orbiter 5

Kekulé és un cràter d'impacte situat en la cara oculta de la Lluna, just a l'oest-sud-oest del cràter més gran Poynting, en la vora de la faldilla de materials ejectats que envolten la plana emmurallada de Hertzsprung al sud-est.

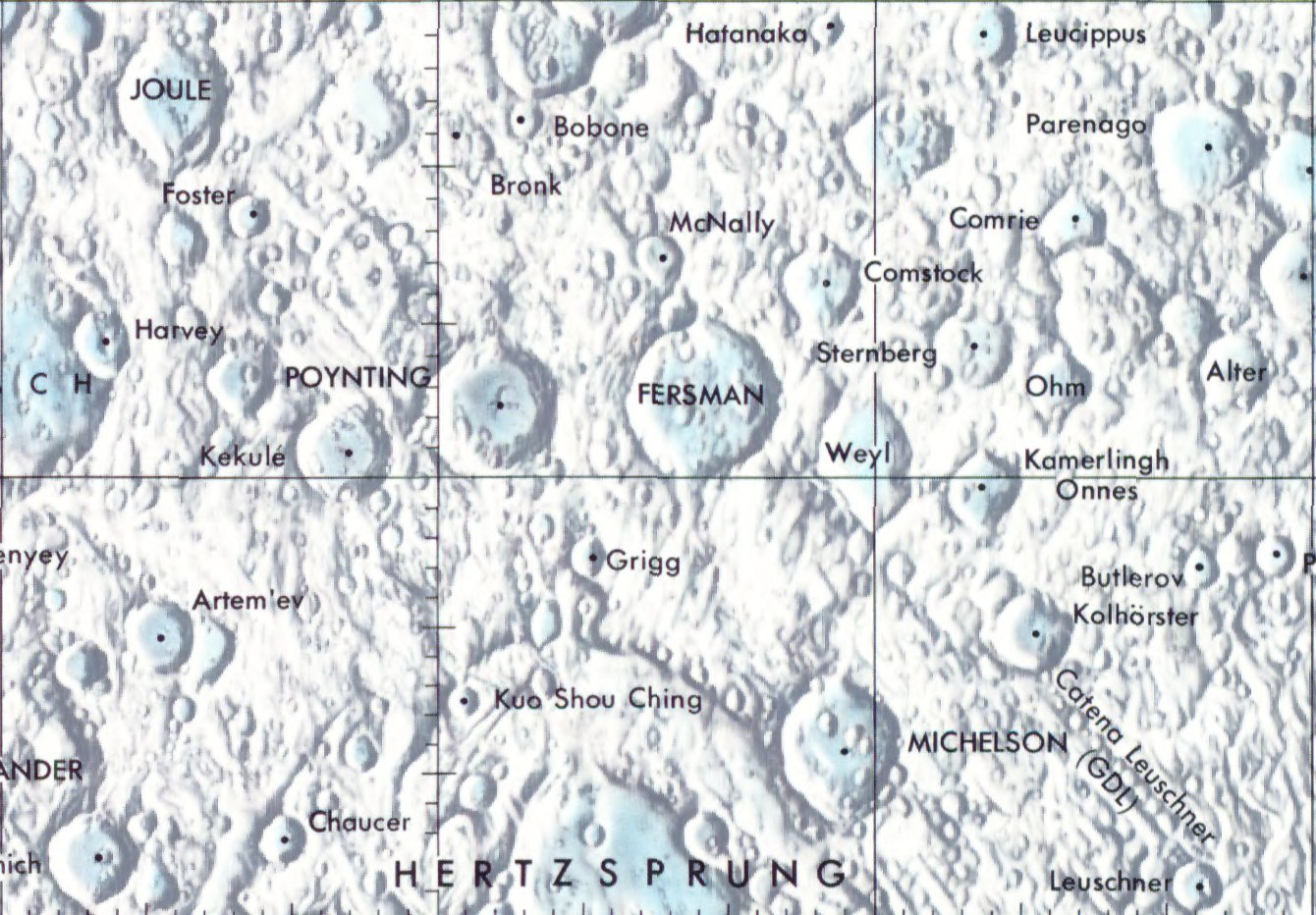
Localització de Kekulé (quadrant superior esquerre).
Mapa de la missió Clementine.

La vora exterior de Kekulé mostra certa degradació a causa de l'erosió d'altres impactes, però resta en la seva major part intacte. El brocal és aproximadament circular, amb el major desgast en la vora nord-est. Allí un petit cràter apareix sobre el contorn. El sòl interior és relativament pla, sense pic central, però amb algunes irregularitats en la superfície en la meitat nord-est i en la vora sud. Nombrosos cràters minúsculs perforen el seu interior, amb la presència d'un altre parell de petits cràters en la paret interior nord.

## Cràters satèl·lit
Per convenció aquests elements són identificats en els mapes lunars posant la lletra en el costat del punt central del cràter que està més proper a Kekulé.
|        | \| Kekulé \| Coordenades \| Diàmetre \| \| ------ \| -------------------------------------- \| -------- \| \| K \| 13° 54′ N, 135° 48′ O / 13.9°N,135.8°O \| 16 km \| \| M \| 12° 12′ N, 137° 24′ O / 12.2°N,137.4°O \| 19 km \| \| S \| 15° 24′ N, 143° 00′ O / 15.4°N,143.0°O \| 21 km \| \| V \| 18° 24′ N, 142° 00′ O / 18.4°N,142.0°O \| 67 km \| |          |
| Kekulé | Coordenades | Diàmetre |
| K      | 13° 54′ N, 135° 48′ O / 13.9°N,135.8°O | 16 km    |
| M      | 12° 12′ N, 137° 24′ O / 12.2°N,137.4°O | 19 km    |
| S      | 15° 24′ N, 143° 00′ O / 15.4°N,143.0°O | 21 km    |
| V      | 18° 24′ N, 142° 00′ O / 18.4°N,142.0°O | 67 km    |